# Morris Bullnose
Morris ’Bullnose’ Oxford är en personbil, tillverkad av den brittiska biltillverkaren Morris Motor Company mellan 1913 och 1926.

## Morris Bullnose (1913-16)
William Richard Morris började tillverka bilar i Cowley, Oxfordshire. Han var inspirerad av Henry Ford men till skillnad från Ford, som vinnlade sig om att själv kontrollera hela försörjningskedjan, köpte Morris in delarna till sina bilar från utomstående underleverantörer. Motorn, en enkel sidventilsmotor med en slagvolym på en liter, köptes från motortillverkaren White & Poppe. Chassit hade stela hjulaxlar upphängda i längsgående bladfjädrar och de mekaniska bromsarna verkade bara på bakhjulen. De första bilarna var strikt tvåsitsiga men 1914 tillkom en de luxe-modell med större hjulbas och spårvidd som kunde fås även med fyrsitsig kaross.
Efter första världskrigets utbrott introducerades Morris Cowley med en större 1,5-litersmotor från amerikanska Continental Motors.

## Morris Bullnose (1919-26)

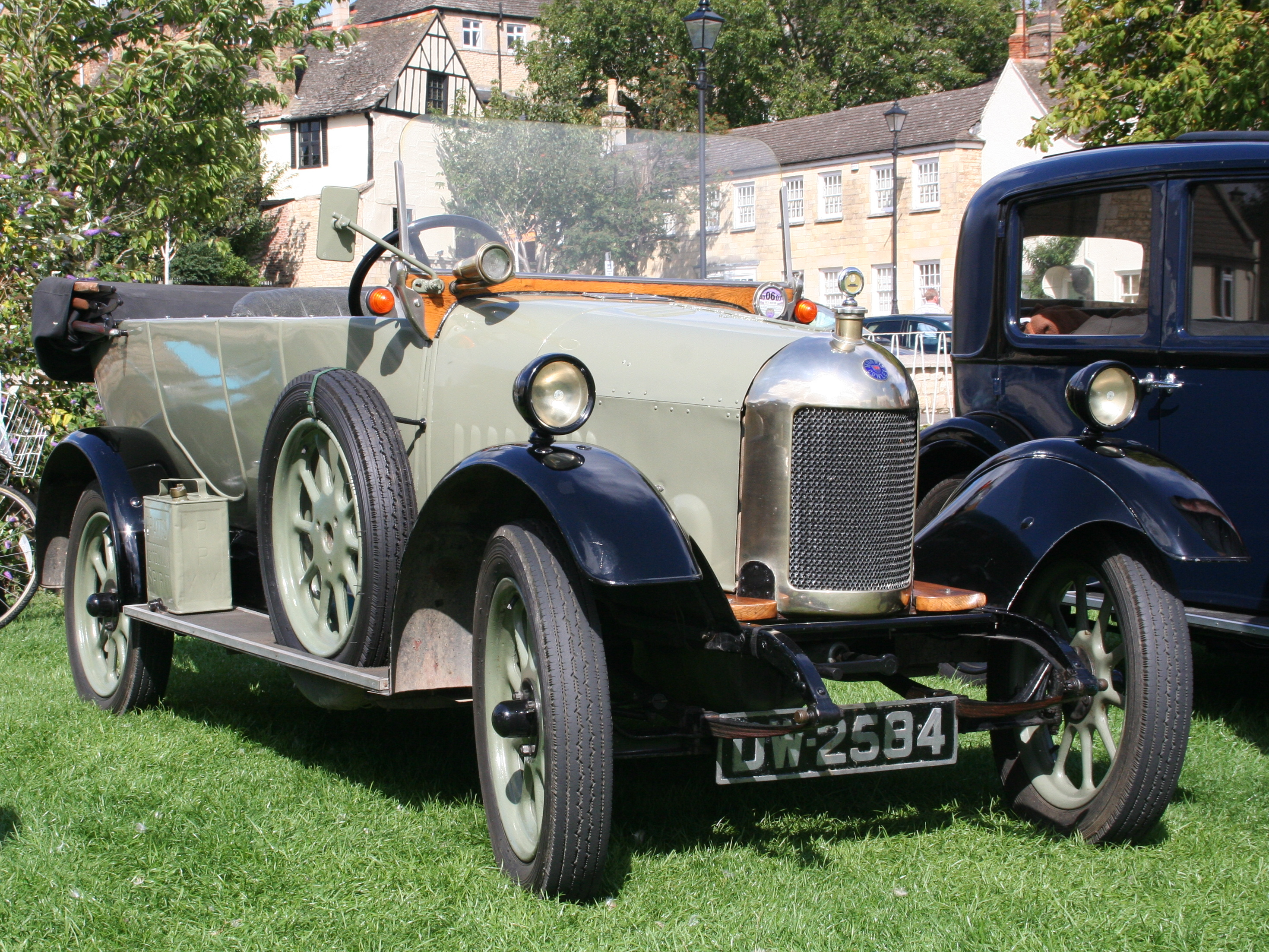
Morris Cowley 1922

Efter krigsslutet presenterades en uppdaterad version med större dimensioner och motor från franska Hotchkiss brittiska fabrik i Coventry. Cowley-modellen var nu en billigare version med enklare elektrisk utrustning, bland annat sakande den startmotor. Morris förde en aggressiv prispolitik och försäljningspriset sänktes i flera steg, från £465 1920 ner till £165 1925. Detta ledde till att tidvis under 1920-talets första hälft var varannan bil som såldes i Storbritannien en Morris Bullnose.